# Девід Спейд
Девід Вейн Спейд (англ. David Wayne Spade; нар. 22 липня 1964) — американський актор, комік. Дістав популярність завдяки участі у телепередачі «Saturday Night Live», у період з 1997 по 2003 рік грав роль Денніса Фінча у телевізійному серіалі «Журнал мод». Також він зіграв роль Сі Джей Барнса у телесеріалі «8 простих правил» з Кеті Сагал, Джеймсом Гарнером та Кейлі Куоко у головних ролях. Також відомий за ролями у фільмах «Бівис і Батхед роблять Америку», «Пригоди Джо Замазури», «Без відчуттів» та «Однокласники».
Наразі виконує роль Рассела Данбара у телесеріалі «Правила заручин». Також Спейд працює над мультсеріалом за мотивами фільму «Нечупара Джо».

## Фільмографія
| Рік  |   | Українська назва                                   | Оригінальна назва                    | Роль               |
| ---- | - | -------------------------------------------------- | ------------------------------------ | ------------------ |
| 1987 | ф | Поліцейська академія 4: Квартальна охорона порядку | Police Academy 4: Citizens on Patrol | Кайл               |
| 1992 | ф | Чуйний сон                                         | Light Sleeper                        | кокаїнщик          |
| 1993 | ф | Яйцеголові                                         | Coneheads                            | агент Елі Тернбулл |
| 1995 | ф | Тюхтій Томмі                                       | Tommy Boy                            | Річард Гайден      |
| 1996 | ф | Сімейка Брейді 2                                   | A Very Brady Sequel                  | Сергіо             |
| 1997 | ф | 8 голів в одній сумці                              | 8 Heads in a Duffel Bag              | Ерні               |
| 1998 | ф | Без відчуттів                                      | Senseless                            | Скотт Торп         |
| 1999 | ф | Щаслива пропажа                                    | Lost & Found                         | Ділан Рамсі        |
| 2001 | ф | Пригоди Джо Замазури                               | Joe Dirt                             | Джо Замазура       |
| 2006 | ф | Запасні гравці                                     | The Benchwarmers                     | Річі Гудмен        |
| 2010 | ф | Однокласники                                       | Grown Ups                            | Марк Хіґґінс       |
| 2013 | ф | Однокласники 2                                     | Grown Ups 2                          | Марк Хіґґінс       |
| 2015 | ф | Реальний Роб                                       | Real Rob                             | грає самого себе   |
| 2020 | ф | Не та дівчина                                      | The Wrong Missy                      | Тім Морріс         |